# HD 44472
HD 44472，又名BD+70 401，SAO 5861、HR 2285，是一颗恒星，视星等为5.97，位于銀經144.14，銀緯23.58，其B1900.0坐标为赤經6h 16m 50.3s，赤緯+70° 23.58′ 23″。